# 27 juillet 1945
Le vendredi 27 juillet 1945 est le 208e jour de l'année 1945.

## Naissances
- André Torrent, animateur de radio belge
- Bárbara Dührkop Dührkop, personnalité politique espagnole
- Božidar Grigorov, footballeur bulgare
- Daniel Rabreau, historien de l'art français
- Dudley Andrew, théoricien du cinéma
- Edmund M. Clarke (mort le 22 décembre 2020), informaticien américain
- Kazuhiro Nakaya, ichthyologiste japonais

## Décès
- Chakhno Epstein (né en 1883), journaliste soviétique
- Chen Baoyi (né en 1893), peintre chinois
- Gaston Auguste Milian (né le 2 octobre 1871), médecin dermatologue français

## Événements
- « déclaration de Potsdam ». Les alliés réunis à Potsdam invitent le Japon à se rendre sans conditions sous peine de destruction.